# 832

832(팔백삼십이)는 831보다 크고 833보다 작은 자연수다.

## 수학
- 합성수로, 그 약수는 총 14개다. (1, 2, 4, 8, 13, 16, 26, 32, 52, 64, 104, 208, 416, 832)
  - 832의 진약수의 합은 946이므로, 832는 과잉수다.
- {\displaystyle 832=231+276+325}
  - 연속하는 세 육각수의 합으로 나타낼 수 있는 수다. 이 성질을 지닌 앞의 수는 697, 다음 수는 979다.
- {\displaystyle 832=16^{2}+24^{2}}
  - 연속하는 두 개의 {\displaystyle 8n}({\displaystyle n}은 자연수)의 제곱합으로 나타낼 수 있으며, 이 성질을 지닌 앞의 수는 320, 다음 수는 1600이다.
- {\displaystyle 832=2^{5}\times 3^{3}-2^{5}}
- {\displaystyle 31^{4}-1}은 832로 나누어떨어진다.

## 과학
- NGC 832: 삼각형자리 방향에 있는 쌍성.
- 글리제 832: 인디언자리 방향에 있는 적색왜성.
- 832 카린(영어판): 소행성.

## 문화유산
- 대한민국의 보물 제832호: 영주 성혈사 나한전

## 기타
- 연도: 832년, 기원전 832년